# Gnistorna
Gnistorna eller MK Tändstiftet är en speedwayklubb i Malmö. Under 2011 tävlar klubben i Allsvenskan.
Gnistornas hemmabana är Malmö Motorstadion och ligger i Elisedal vid Husie kyrka. Banlängden är 347 meter. Den har 73 m raksträckor, en kurvradie på 36 m och en kurvbredd på 16 m.
Klubben har sedan 2015 inte varit aktiva i allsvenskan.